# Sankt Johannes fästning, Dubrovnik
Sankt Johannes fästning (kroatiska: Tvrđava Sveti Ivan) är en fästning i Dubrovnik i Kroatien. Den är en integrerad del av Dubrovniks ringmur och utgör Gamla stans sydöstligaste utpost. Fästningen uppfördes ursprungligen 1346 som ett torn med syfte att skydda stadens hamninlopp. Den kom senare att tillbyggas i omgångar och hade bredvid fästningarna Bokar och Minčeta en framträdande roll i den forna republiken Dubrovniks försvar. 
I fästningens övre del ligger idag Sjöhistoriska museet och på nedre plan ligger Dubrovniks akvarium. Under Sommarfestivalen anordnas föreställningar på dess terrass.    

## Historik och beskrivning
1346 fattade Dubrovniks myndigheter ett beslut om att uppföra ett torn vid Dubrovniks hamninlopp. Tornet kallades Pirtornet eller Pirfästningen. I tornets omedelbara närhet uppfördes senare en fästning kallad Gundulićs fästning. I början av 1500-talet uppfördes en halvcirkelformad bastion framför Pirtornet. Gundulićs fästning som även kallades Sankt Johannes fästning efter den kyrka som låg i dess omedelbara närhet tillbyggdes. Den gamla fyrsidiga Gundulić-fästningen uppgraderades till en mycket större fästning med en halvcirkulär form. Framför fästningen byggdes en femsidig bastion. Under ledning av Paskoje Miličević kom Pirtornet, Gundulićs fästning och de senare tillkomna bastionerna 1522 att sammanföras i en enhet. Från 1557 kom de att utgöra en integrerad enhet i formen av den monumentala halvcirkelformade fästning som vi ser idag. Den nya integrerade byggnaden kom att kallas Sankt Johannes fästning.  
När staden var under hot från havssidan drogs en hamnkedja mellan Sankt Johannes fästning och Kaševågbrytaren för att stoppa inkommande fiendeskepp och båtar.